# Frans Van der Elst
Frans Van der Elst (* 13. März 1920 in Neder-Over-Heembeek, Brüssel; † 29. August 1997 ebenda) war ein belgischer Politiker. Er war sowohl Mitglied der Abgeordnetenkammer als auch des Senats.
Er war 20 Jahre lang von 1955 bis 1975 Parteivorsitzender der Volksunie sowie ferner Mitglied des Kulturrates beziehungsweise des daraus hervorgegangenen Flämischen Rates der Flämischen Gemeinschaft. Am 2. Dezember 1983 wurde ihm der Ehrentitel eines Staatsministers verliehen.

## Leben
Frans Van der Elst, Sohn eines Versicherungsmaklers und einer Hausfrau, begann nach dem Besuch des Collège Sainte Marie in Schaerbeek/Schaarbeek sowie des Sint-Pieterscollege in Jette 1939 ein Studium der Fächer Rechts-, Politik- und Sozialwissenschaften sowie Thomistische Philosophie an der Katholieke Universiteit Leuven, das er 1944 abschloss. Nach seiner darauf folgenden anwaltlichen Zulassung nahm er 1944 eine Tätigkeit als Rechtsanwalt in Brüssel auf und vertrat unter anderem den ehemaligen Vorsitzenden des Flämischen Nationalverbandes, Hendrik Elias. 1948 begann er zunehmend sein politisches Engagement in der Flämischen Bewegung und als Vertreter des flämischen Nationalismus. Danach engagierte er sich zwischen 1948 und 1951 im Algemeen-Nederlands Verbond (ANV). 1949 kandidierte er ohne Erfolg für die Liste von Edmond Van Dieren für ein Mandat in der Abgeordnetenkammer und war zwischen 1951 und 1958 Sekretär der Allgemeinen Flämischen Ehemaligen Studentenvereinigung AVOH (Algemeen Vlaams Oud-Hoogstudentenverbond).
Nachdem er 1954 Mitglied der nur kurzzeitig bestehenden Christelijke Vlaamse Volksunie (CVV) war, wurde er 1954 Mitglied der Volksunie (VU). Bereits ein Jahr später löste er am 12. November 1955 Walter Couvreur als Parteivorsitzender der VU ab und bekleidete diese Funktion 20 Jahre lang bis zu seiner Ablösung durch Hugo Schiltz am 21. November 1975. Am 1. Juni 1958 wurde er für die VU erstmals Mitglied der Abgeordnetenkammer und vertrat in diesem bis zum 9. März 1974 die Interessen des Bezirks Antwerpen. Zugleich war er vom 7. Dezember 1971 bis zum 7. November 1981 Mitglied des Kulturrates beziehungsweise des daraus am 20. Oktober 1980 hervorgegangenen Flämischen Rates der Flämischen Gemeinschaft.
Van der Elst wurde am 10. März 1974 im Bezirk Antwerpen zum Mitglied des Senats gewählt und gehörte dem Senat anschließend vom 11. Mai 1977 bis zum 12. Oktober 1985 als kooptierter Senator an. Er war zudem zwischen dem 5. Oktober 1977 und dem 1. Januar 1986 stellvertretendes Mitglied der Parlamentarischen Versammlung des Europarates. Am 2. Dezember 1983 wurde ihm der Ehrentitel eines Staatsministers verliehen. Nach seinem Ausscheiden aus dem Senat wurde er am 13. Oktober 1985 zudem Ehrensenator.

## Weblink
- Eintrag auf der Homepage des Flämischen Parlaments